# Myrmeleon (Myrmeleon) dorsomaculatus
Myrmeleon (Myrmeleon) dorsomaculatus is een insect uit de familie van de mierenleeuwen (Myrmeleontidae), die tot de orde netvleugeligen (Neuroptera) behoort. 
Myrmeleon (Myrmeleon) dorsomaculatus is voor het eerst wetenschappelijk beschreven door Fraser in 1952.